# گمینا خارشنگتسا
گمینا خارشنگتسا (به لهستانی:  Gmina Charsznica) یک گمینا در لهستان است که در شهرستان میخوف واقع شده‌است. گمینا خارشنگتسا ۷۸٫۲۸ کیلومتر مربع مساحت و ۷٬۷۹۶ نفر جمعیت دارد.